# Jätturn
Jätturn este o arie protejată (arie specială de conservare — SAC, sit de importanță comunitară — SCI) din Suedia întinsă pe o suprafață de 49,9 ha, integral pe uscat.

## Localizare
Centrul sitului Jätturn este situat la coordonatele 60°16′08″N 15°16′39″E / 60.269°N 15.2776°E.

## Înființare
Situl Jätturn a fost declarat sit de importanță comunitară în decembrie 1995 pentru a proteja 2 specii de plante. Situl a fost protejat și ca arie specială de conservare în martie 2011.

## Biodiversitate
Situată în ecoregiunea boreală, aria protejată conține 7 habitate naturale: Mlaștini turboase de tranziție și turbării mișcătoare, Lacuri și iazuri distrofice naturale, Cursuri de apă de la nivel de câmpie la nivel montan, cu vegetație Ranunculion fluitantis și Callitricho-Batrachion, Mlaștini împădurite, Taiga vestică, Fânețe de joasă altitudine (Alopecurus pratensis, Sanguisorba officinalis), Păduri fino-scandinave bogate în ierburi cu Picea abies.
La baza desemnării sitului se află mai multe specii protejate de  plante (2): Buxbaumia viridis, Herzogiella turfacea.